# Hinsdale (Nou Hampshire)
Hinsdale és una població dels Estats Units a l'estat de Nou Hampshire. Segons el cens del 2000 tenia 4.082 habitants.

## Demografia
Segons el cens del 2000, Hinsdale tenia 4.082 habitants, 1.622 habitatges, i 1.088 famílies. La densitat de població era de 76,2 habitants per km².
Dels 1.622 habitatges en un 32,2% hi vivien nens de menys de 18 anys, en un 51,6% hi vivien parelles casades, en un 0% dones solteres, i en un 32,9% no eren unitats familiars. En el 24,8% dels habitatges hi vivien persones soles el 9,9% de les quals corresponia a persones de 65 anys o més que vivien soles. El nombre mitjà de persones vivint en cada habitatge era de 2,52 i el nombre mitjà de persones que vivien en cada família era de 3.
Per edats la població es repartia de la següent manera: un 26% tenia menys de 18 anys, un 7,6% entre 18 i 24, un 30,3% entre 25 i 44, un 23,8% de 45 a 60 i un 12,2% 65 anys o més.
L'edat mediana era de 37 anys. Per cada 100 dones de 18 o més anys hi havia 93,2 homes.
La renda mediana per habitatge era de 36.124$ i la renda mediana per família de 43.413$. Els homes tenien una renda mediana de 31.440$ mentre que les dones 23.000$. La renda per capita de la població era de 16.611$. Entorn del 3,2% de les famílies i el 6,4% de la població estaven per davall del llindar de pobresa.

## Poblacions més properes
El següent diagrama mostra les poblacions més properes.